# Tamasz Hryb
Tomasz Hryb (biał. Тамаш Грыб, ps. „Т. Глеба”, „Антон Небарака”, „Т.Г.”; ur. 6 marca 1895 w Polanach, zm. 25 stycznia 1938 w Pradze) – białoruski polityk, historyk-archiwista, publicysta, pisarz, wydawca, działacz społeczno-kulturalny, oświatowy i narodowy.
W 1913 r. ukończył gimnazjum. W latach 1914–1916 studiował w Instytucie Psycho-Neurologicznym w Piotrogrodzie. Zaangażował się wówczas w działalność w białoruskim ruchu narodowym. Od października 1916 r. brał udział w I wojnie światowej. Podczas rewolucji lutowej 1917 r. był członkiem rad robotniczych, chłopskich i żołnierskich w Rewlu i Pskowie. Na I Wszechrosyjskim Zjeździe Rad wszedł w skład Centralnego Komitetu Wykonawczego, w ramach którego należał do 2 komisji: wojskowej i kulturowo-społecznej. W lipcu tego roku wstąpił do Białoruskiej Socjalistycznej Hramady; później wszedł w skład jej Komitetu Centralnego. Następnie został też członkiem Rosyjskiej Partii Komunistycznej (bolszewików). Uczestniczył w rewolucji październikowej.
Podczas II Wszechrosyjskiego Zjazdu Rad w październiku wystąpił z RKP(b) i opuścił obrady, rozpoczynając aktywną działalność w białoruskim ruchu narodowym. Uczestniczył w wojskowych zjazdach Białorusinów w Piotrogradzie i Witebsku, gdzie wybrano go w skład Centralnej Białoruskiej Rady Wojskowej. W grudniu 1917 r. uczestniczył w obradach Kongresu Wszechbiałoruskiego w Mińsku, w ramach którego został członkiem prezydium. W styczniu 1918 r. brał udział w III Wszechrosyjskim Zjeździe Rad jako delegat wojskowych Białorusinów. Wystąpił z protestem przeciwko rozgonieniu Kongresu Wszechbiałoruskiego przez bolszewików i podziału Białorusi na mocy umowy w Brześciu. W marcu tego roku został członkiem Rady Białoruskiej Republiki Ludowej. Był współautorem konstytucyjnych hramot Białoruskiej Republiki Ludowej.
Po zajęciu ziem białoruskich przez wojska niemieckie objął funkcję sekretarza w szkolnej sekcji urzędu miejskiego Mińska. Pod jego kierownictwem powstał Białoruski Związek Nauczycielski. Od stycznia do kwietnia 1919 r. był nauczycielem w Gimnazjum Białoruskim w Wilnie. Założył i przewodniczył Białoruskiej Partii Socjalistów-Rewolucjonistów. Redagował jej organ prasowy „Грамадзянiн”, w którym ukazywały się jego artykuły. Od lipca tego roku wydawał w Grodnie gazetę „Родны Край”, zlikwidowaną po czterech numerach przez polskie władze. Współredagował też czasopismo „Беларуская Думка”. Za działalność w Białoruskiej Partii Socjalistów-Rewolucjonistów został aresztowany, ale już w listopadzie wypuszczony na wolność.
W tym samym miesiącu został ministrem spraw wewnętrznych i propagandy w rządzie Jazepa Waronki. Po udaniu się białoruskiego gabinetu na emigrację pozostał na Białorusi, kierując powstańczym ruchem wyzwoleńczym. W marcu 1920 r. został ponownie aresztowany przez Polaków. Miał zostać rozstrzelany, ale ostatecznie osadzono go w więzieniu w Mińsku, następnie w warszawskiej Cytadeli, w więzieniu we Wronkach, oraz na końcu w obozie w Dąbie pod Krakowem. W grudniu 1920 r. wypuszczono go na wolność, ale bez prawa powrotu na Białoruś. W tej sytuacji w styczniu 1921 r. wyemigrował na Litwę. Zamieszkał w Kownie, gdzie zorganizował i stanął na czele zagranicznej grupy Białoruskiej Partii Socjalistów-Rewolucjonistów. Redagował też pismo „Сялянская доля”. W lutym tego roku uczestniczył w kongresie partii socjalistycznych w Wiedniu.
W 1922 r. wyjechał do Pragi, gdzie w listopadzie 1927 r. ukończył studia filozoficzne. Działał w Białoruskim Związku Studenckim. W międzyczasie brał udział w 1923 r. w kolejnym kongresie socjalistycznym w Hamburgu. Uczestniczył w działalności Rady Białoruskiej Republiki Ludowej na uchodźstwie. Utworzył i stanął na czele Białoruskiego Towarzystwa Kulturalnego im. Franciszka Skaryny. Od 1930 r. pracował w Słowiańskiej Bibliotece. W latach 1934–1938 był kierownikiem Białoruskiego Archiwum Zagranicznego w Pradze. Był autorem licznych artykułów dotyczących historii Białorusi w pismach „Бюлетэнь загранічнай групы БПС-Р”, „Перавясла”, „Студэнцкая думка”, „Золак”, „Iskry Skaryny”. Opracował bibliografię białorusoznastwa. Przygotował dysertację doktorską.
Jego żonami były Paulina Miadziołka i Pałuta Badunowa.